# Петербургские сновидения в стихах и в прозе
«Петербу́ргские сновиде́ния в стиха́х и в про́зе» — фельетон Фёдора Михайловича Достоевского, опубликованный впервые в журнале «Время».
Произведение относится к периоду творчества Достоевского 1859—1862 годы. Это было время возвращения писателя в литературу после вынужденного десятилетнего (с 1849 г.) перерыва, время выработки его новых творческих позиций.